# Mevagissey
Mevagissey (korn. Lanvorek) – wieś, civil parish i port rybacki położony nad zatoką Mevagissey Bay, sześć mil na południe od St Austell w Anglii, Kornwalii. Wieś o znaczeniu turystycznym, popularny ośrodek wypoczynku letniego. Zabytkowy port rybacki, wpisany na listę National Trust. Latem prom pasażerski do Fowey. W pobliżu ogród botaniczny Eden Project. W 2011 civil parish liczyła 2117 mieszkańców.
Park w Mevagissey nosi potoczną nazwę Park Hitlera, nazwanego tak od pseudonimu lokalnego radnego.